# Aglaodiaptomus pseudosanguineus
Aglaodiaptomus pseudosanguineus är en kräftdjursart som först beskrevs av Turner 1921.  Aglaodiaptomus pseudosanguineus ingår i släktet Aglaodiaptomus och familjen Diaptomidae. Inga underarter finns listade i Catalogue of Life.